# Maestro de la Bella Madona de Toruń

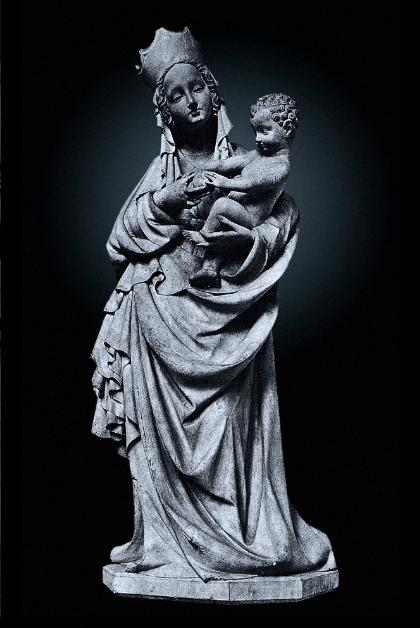
Madona de Toruń (c. 1390).

El Maestro de la Bella Madona de Toruń (en polaco: Mistrz Pięknej Madonny Toruńskiej) fue un escultor anónimo activo durante el gótico, concretamente en la última década del siglo xiv y muy probablemente en Toruń (Polonia).
Su obra más importante es la Madona de Toruń, realizada para la Iglesia de San Juan Bautista y San Juan Evangelista (algunos historiadores creen que originalmente estaba destinada a la Iglesia de la Virgen María) la cual fue robada en 1944, permaneciendo actualmente en paradero desconocido (en 1956 fue reemplazada por una copia obra del escultor Wojciech Marciniak). La Madona de Toruń se caracterizaba por la belleza de sus rasgos juveniles y por la disposición de los ropajes de la talla, siendo a día de hoy considerada una de las obras claves que representan el tipo iconográfico llamado bella Madona.  Las características de esta obra (principalmente la sonrisa, la curvatura del cuerpo en forma de S y los pliegues suaves y estéticos) se hicieron populares en posteriores figuras góticas de la Virgen con el Niño. 
El segundo artista importante que influyó en este estilo fue el Maestro de la Bella Madona de Krumlov, también anónimo y conocido por la Madona que le da su nombre, conservada en el Museo de Historia del Arte de Viena. En ocasiones, tanto la Madona de Toruń como la Madona de Krumlov y otras obras destacadas de este género (incluida la Madona de Breslavia) fueron vinculadas a un mismo maestro. En la historiografía artística existe una teoría la cual defendía que las principales obras de este estilo procedían del mismo artista, quien supuestamente operaba a través de Europa Central, siendo finalmente bautizado como el Maestro de las bellas Madonas, aunque investigaciones posteriores desacreditaron esta tesis debido a las numerosas diferencias estilísticas. Sin embargo, el estilo del autor de la Madona de Toruń y de otros escultores anónimos de bellas Madonas está estrechamente relacionado con la formación de este género artístico en Europa Central, con la mayor parte de las fuentes halladas en el arte checo, donde durante el reinado del emperador Carlos IV de Luxemburgo se formó un estilo heterogéneo, el cual terminaría convirtiéndose en uno de los pilares del estilo bello (Carlos IV era gran aficionado del arte procedente del norte de Italia y Francia). Sumado a esto, los Parler (importante familia de arquitectos y escultores) eran muy activos en la corte del monarca, destacando junto al novedoso arte del momento obras antiguas del arte local, como la Madona de Michle.
Además de la Madona de Toruń, al Maestro se le atribuyen otros trabajos de diversa índole y temática, como la estatua Cristo en Getsemaní, ubicada en el museo del Castillo de Malbork, o la Piedad de la Iglesia de Santa Bárbara, en el casco antiguo de Cracovia, ambas fechadas alrededor de 1390.

## Galería de imágenes

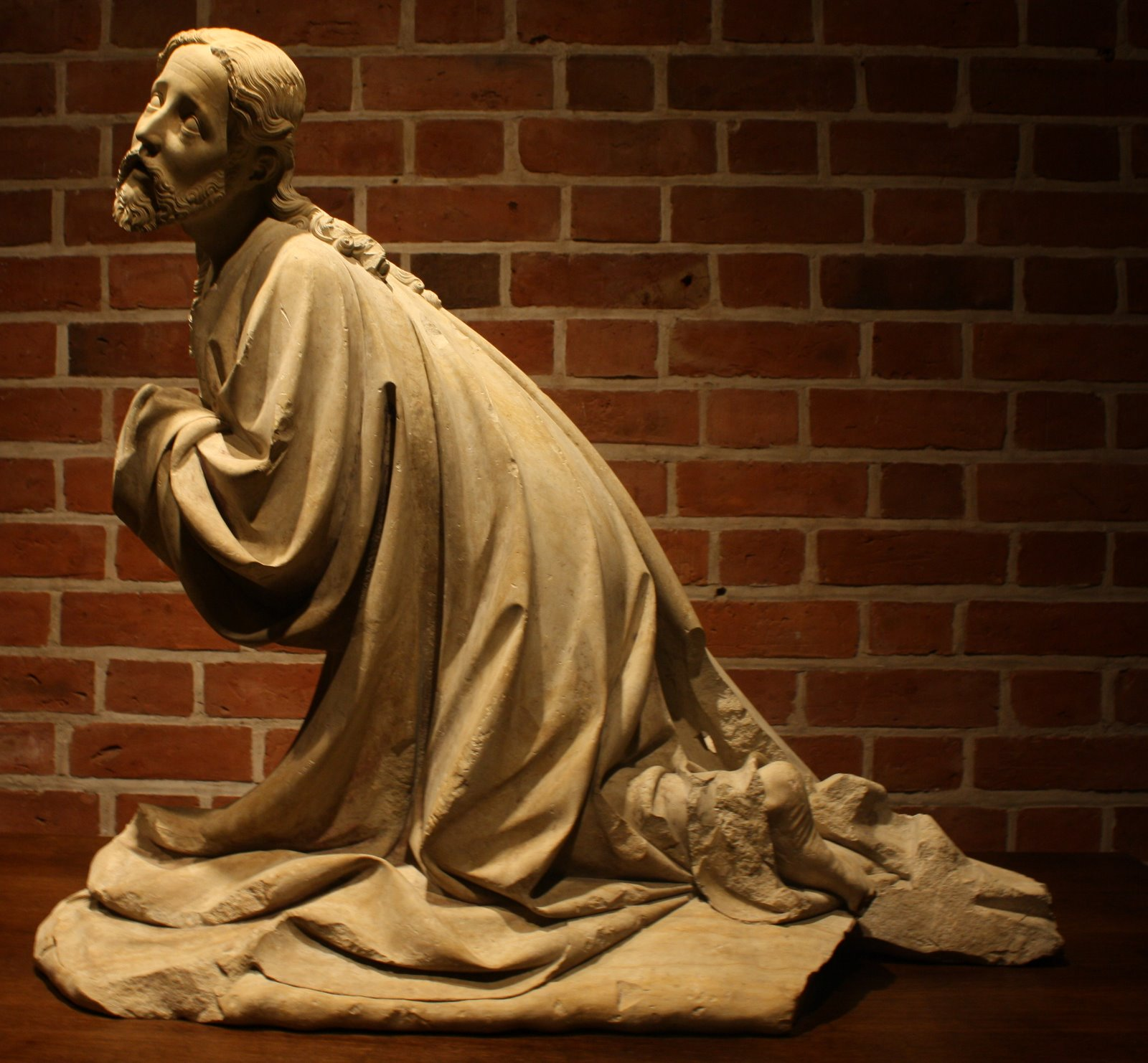
Cristo en Getsemaní (c. 1390).
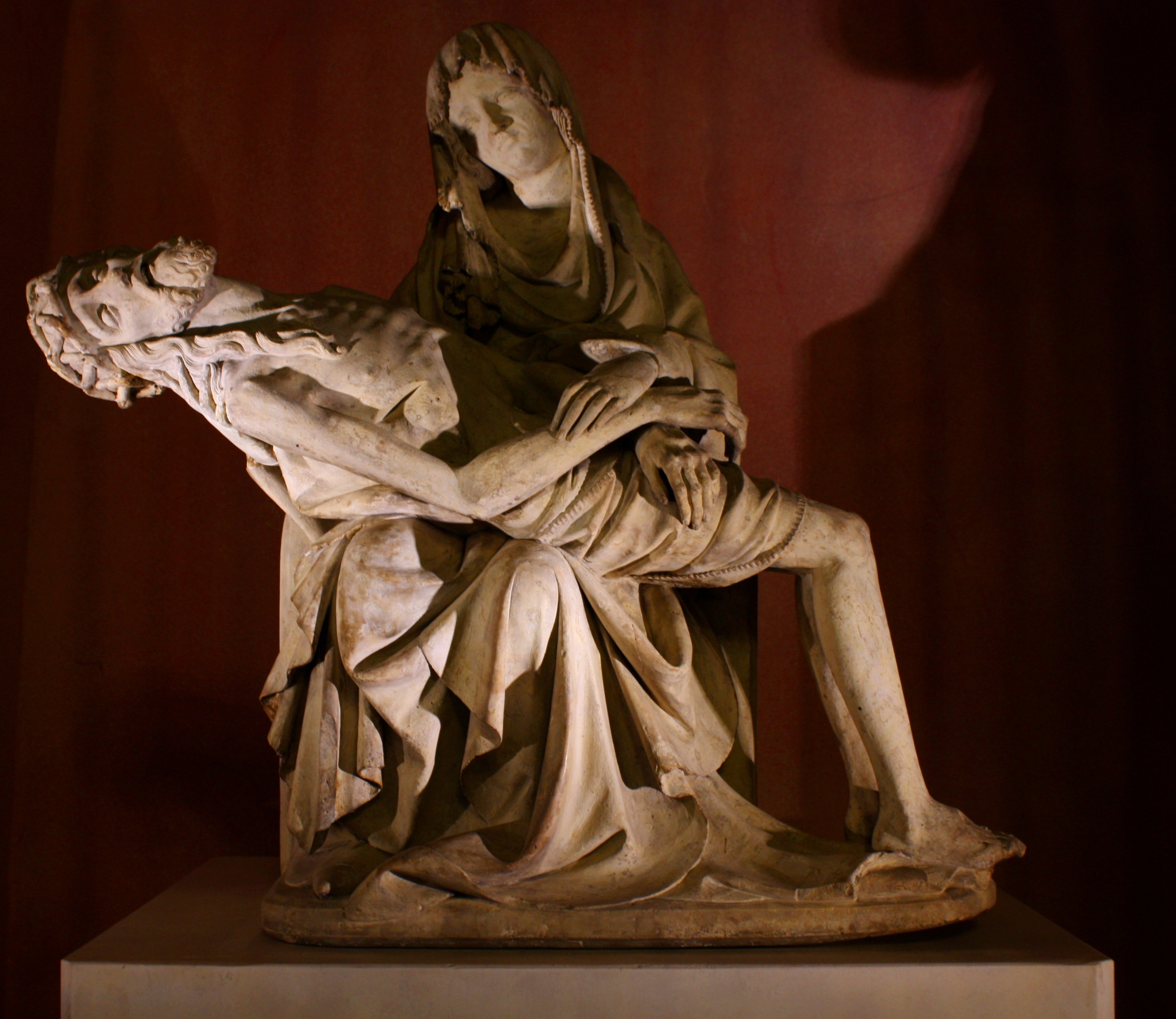
Piedad (c. 1390).